# Ponte Mehmed Paxá Sokolović
A Ponte Mehmed Paxá Sokolović em Višegrad, que cruza o Rio Drina no leste da Bósnia e Herzegovina, foi construída em 1577 pelo arquiteto imperial Sinan por ordem do grão vizir Mehmed Paxá Sokolović. Representa o cume da arquitetura e engenharia otomana.
Formada por 11 arcos em alvenaria com uma altura entre 11 e 15 metros e uma rampa de acesso perpendicularmente com quatro arcos na margem esquerda do rio. Os 179.50 metros de longitude da ponte representam uma obra mestra de Mimar Sinan, um dos grandes arquitetos e engenheiros do período clássico otomano e renascentista italiano, com o qual seu trabalho pode ser comparado.
A elegância única da proporção e a monumental nobreza do conjunto são a característica que testemunham a grandeza deste estilo na arquitetura. 
Três de seus 11 arcos foram destruídos durante a Primeira Guerra Mundial e cinco sofreram danos durante a Segunda Guerra Mundial sendo restaurados posteriormente. Durante a Guerra da Bósnia na ponte se efetuaram matanças de civis durante o massacre de Višegrad em 1992.
A ponte é conhecida na atualidade graças ao livro A ponte sobre o Drina escrita por Ivo Andrić ganhador do Prêmio Nobel de Literatura.